# Kometa Skjellerup-Maristany
Kometa Skjellerup-Maristany (C/1927 X1) – kometa, którą po raz pierwszy zaobserwowali John Francis Skjellerup (28 listopada 1927 roku) oraz Edmundo Maristany (6 grudnia 1927 roku).

## Orbita
Orbita komety C/1927 X1 ma kształt bardzo wydłużonej elipsy o mimośrodzie 0,999. Jej peryhelium znalazło się w odległości 0,18 j.a. od Słońca, a sama kometa przeszła przez nie 18 grudnia 1927 roku. Nachylenie orbity względem ekliptyki to wartość 85˚.

## Właściwości fizyczne
Na uwagę zasługuje to, że głowa tej komety miała żółtawe zabarwienie ze względu na emisję atomów sodu.